# Глоджево
Гло́джево (болг. Глоджево) — місто в Русенській області Болгарії. Входить до складу общини Ветово.

## Населення
За даними перепису населення 2011 року у місті проживали 3467 осіб.
Національний склад населення міста:
| Національність   | Кількість осіб | Відсоток |
| ---------------- | -------------- | -------- |
| турки            | 2762           | 93,0%    |
| болгари          | 171            | 5,8%     |
| інша             | 15             | 0,5%     |
| Всього відповіли | 2970           |          |

Розподіл населення за віком у 2011 році:
Динаміка населення: